# Miejski Dom Kultury „Bogucice-Zawodzie” w Katowicach
Miejski Dom Kultury „Bogucice-Zawodzie” (do 2009 MDK „Zawodzie") – instytucja kultury, działająca w katowickich dzielnicach Bogucice oraz Zawodzie. 

## Historia
Miejski Dom Kultury „Zawodzie” jako miejska instytucja kultury rozpoczął działalność w 1991 w miejsce przejętego przez miasto Katowice Zakładowego Domu Kultury Huty Ferrum w Zawodziu. W 2002 do działającego już MDK dołączono filię w Bogucicach – dawny Zakładowy Dom Kopalni Katowice.

### Zawodzie – pierwsza siedziba domu kultury „Bogucice-Zawodzie”
Budynek w Zawodziu przy ul. Marcinkowskiego 13a, w którym obecnie mieści się Dział „Zawodzie” Miejskiego Domu Kultury „Bogucice-Zawodzie”, został oddany do eksploatacji w 1901. Obiekt nazywany był „miejscem spędzania wolnego czasu” przez mieszkańców osiedla tzw. „Kolonii Ferrum”, pracowników Huty „Ferrum” oraz pozostałych mieszkańców ówczesnej gminy Bogucice–Zawodzie. Istniał wówczas Chór Mieszany, Teatr Robotniczy, sekcja szachowa „Caissa” (powstała w 1924) oraz sekcja skata sportowego. W 1945 powstała tu świetlica zakładowa Huty „Ferrum” oraz świetlica dziecięca, gdzie prowadzona była różnorodna działalność kulturalno-oświatowa. W 1968 świetlicę przekształcono w Klub Fabryczny, a w 1971 klub przemianowany został na Zakładowy Dom Kultury Huty „Ferrum”, której kierownikiem był Helmut Cober. Wraz z wieloletnią wicedyrektor Barbarą Byrczek-Czerwińską, był organizatorem życia kulturalnego w dzielnicach Zawodzie i Bogucice przez ponad 40 lat.
1 stycznia 2010, zgodnie z uchwałą Rady Miasta Katowice, wszedł w życie nowy statut MDK, określający nową nazwę domu kultury i siedzibę. Od tamtej pory Miejski Dom Kultury „Bogucice-Zawodzie” ma główną siedzibę w budynku w Bogucicach przy ul. Markiefki 44a, zaś w Zawodziu, w budynku przy ul. Marcinkowskiego 13a, funkcjonuje filia – Dział „Zawodzie”.

### Bogucice
Historia budynku, w którym obecnie ma swoją siedzibę Miejski Dom Kultury „Bogucice-Zawodzie” sięga 1909, wtedy to mieścił się w nim dom noclegowy dla pracowników dawnej kopalni „Ferdynand”. 20 grudnia 1936, staraniem mieszkańców Bogucic w budynku dawnego domu noclegowego, został otwarty Dom Ludowy. Do wybuchu wojny w Domu Ludowym koncentrowało się życie kulturalne, rozrywkowe i społeczne Bogucic. Swoje siedziby miały tu bogucickie zespoły, stowarzyszenia i organizacje. Po wojnie w dawnym Domu Ludowym rozpoczął działalność Zakładowy Dom Kultury Kopalni „Katowice”. W tamtym czasie, oprócz działalności sekcyjnej i rozrywkowej, działały Orkiestra Kopalni „Katowice” oraz Zespół Akordeonistów. Po likwidacji kopalni w 1997, budynek przejęło miasto Katowice. Od tego momentu stał się on filią Miejskiego Domu Kultury „Zawodzie”.
15 października 2010, po trzech latach generalnego remontu, budynek dawnego Zakładowego Domu Kultury i Domu Ludowego został na nowo otwarty dla społeczności Bogucic jako siedziba Miejskiego Domu Kultury „Bogucice-Zawodzie”.
Imprezy towarzyszące rozpoczęciu działalności trwały trzy dni. W tym czasie można było m.in. wysłuchać wykładów w ramach sesji popularno-naukowej „Z dziejów Bogucic”, przysłuchiwać się występom laureatów Festiwalu Piosenki Anglojęzycznej „ANGLOSONG” czy obejrzeć wystawę fotografii pt. „Bogucice, ul. Krokodyli” autorstwa Karoliny Opatowicz.

### Czasy współczesne
W MDK „Bogucice-Zawodzie" działa wiele kół, sekcji oraz klubów. Odbywają się lekcje: języka angielskiego (dla młodzieży i dorosłych), gry na instrumentach muzycznych, malowania oraz wiele innych edukacyjnych zajęć. Działa też klub seniora. W roku szkolnym 2014/2015 w MDK „Bogucice-Zawodzie" funkcjonowało ponad 65 kół o zainteresowaniach artystycznych, sportowych i interdyscyplinarnych.  W budynku są również organizowane imprezy okolicznościowe, warsztaty, konkursy dla dzieci, młodzieży i dorosłych oraz koncerty. Bardzo znaną sekcją jest Koło Miłośników Historii Bogucic, gdzie możemy dowiedzieć się informacji o dziejach na terenie Bogucic.